# EG Большой Медведицы
EG Большой Медведицы (лат. EG Ursae Majoris) — двойная новоподобная катаклизмическая переменная звезда (NL) в созвездии Большой Медведицы на расстоянии приблизительно 93,6 световых лет (около 28,7 парсеков) от Солнца. Видимая звёздная величина звезды — от +13,87m до +13m.

## Характеристики
Первый компонент — аккрецирующий белый карлик спектрального класса DA. Эффективная температура — около 18840 К.